# Baraúna
Baraúna là một đô thị thuộc bang Paraíba, Brasil. Đô thị này có diện tích 50,577 km², dân số năm 2007 là 3682 người, mật độ 72,8 người/km².